# آناتولی پاپانف
آناتولی پاپانُف (روسی: Анато́лий Дми́триевич Папа́нов؛ ۳۱ اکتبر ۱۹۲۲ – ۷ اوت ۱۹۸۷) بازیگر محبوب تئاتر و سینما اهل روسیه بود. وی بین سال‌های ۱۹۴۶ تا ۱۹۸۷ میلادی فعالیت می‌کرد.
از فیلم‌هایی که وی در آن نقش داشته است، می‌توان به تابستان سرد ۱۹۵۳، کازاک، خرگوش و سیب و خرگوش بلا و گرگ ناقلا اشاره کرد.

## جوایز
وی برندهٔ جوایزی همچون جایزه دولتی اتحاد شوروی و جایزه هنرمند مردمی اتحاد جماهیر شوروی شده بود.